# 曇摩羅闍三世
曇摩羅闍三世（生年不詳—1419年），又稱摩訶曇摩羅闍三世（มหาธรรมราชาที่ ๓），本名賽盧泰（ไสลือไทย），他是素可泰王國帕鑾王朝君主，約1400年至1419年間在位。曇摩羅闍三世是前任國王曇摩羅闍二世的兒子。
1411年（一說1402年），曇摩羅闍三世曾出兵干涉蘭納王位繼承紛爭，後以素可泰支持的蘭納王子失敗告終。一說素可泰是代表阿瑜陀耶出兵干涉，另說素可泰此時已形同獨立。據蘭納史書記載，此戰雙方都有使用大炮。曇摩羅闍三世約於1419年逝世。